# 개화당 이문
《개화당이문》은 한국에서 제작된 나운규 감독의 1932년 영화이다. 윤봉춘 등이 주연으로 출연하였고 강정원 등이 제작에 참여하였다.

## 출연

### 주연
- 윤봉춘
- 임운학
- 하소양
- 나운규
- 박연익

## 같이 보기
- 일제강점기
- 한국 영화